# Mesosa pictipes miyamotoi
Mesosa pictipes miyamotoi es una subespecie de escarabajo longicornio del género Mesosa, categorizada en la tribu Mesosini, de la subfamilia Lamiinae. Fue descrita por Hayashi en 1956.

## Descripción
Mide 8,7-16 mm de longitud.

## Distribución
Se distribuye por Japón.